# Giovanni Francini
Giovanni Francini, né le 3 août 1963 à Massa, est un footballeur international italien évoluant au poste de défenseur.
Sa carrière professionnelle a lieu de 1980 à 1996 et il l'accomplit exclusivement dans son pays natal où il évolue 15 saisons en 1re division et 2 saisons en D2. Il est appelé à 12 reprises en sélection espoir ainsi qu'à 8 reprises en équipe d'Italie.
Deux clubs se dégagent parmi les cinq qu'il a fréquenté : le Torino et le Napoli. Avec le premier, il connaît l'ensemble de ses sélections espoirs ainsi que ses quatre premières capes avec l'Italie et avec le second, il remporte notamment la Coupe UEFA 1988-1989 et le Championnat d'Italie 1989-1990.

## Palmarès
| Compétitions internationales                                          | Compétitions nationales |
| - Coupe UEFA (1) - Vainqueur : 1989 - Euro espoirs - Finaliste : 1986 | - Championnat d'Italie (1) - Champion : 1990 - Vice-champion : 1985, 1988, 1989 - Supercoupe d'Italie (1) - Vainqueur : 1990 |

## Sélections en équipe nationale
| 0 | Date             | Adversaire       | Score | Compétition | Lieu               | Commentaires                       |
| - | ---------------- | ---------------- | ----- | ----------- | ------------------ | ---------------------------------- |
| 1 | 15 novembre 1986 | Suisse           | 3-2   | QCE 1988    | Milan, Italie      | Remplaçant (entre à la 11e minute) |
| 2 | 28 mai 1987      | Norvège          | 0-0   | Amical      | Oslo, Norvège      |                                    |
| 3 | 3 juin 1987      | Suède            | 1-0   | QCE 1988    | Stockholm, Suède   |                                    |
| 4 | 10 juin 1987     | Argentine        | 3-1   | Amical      | Zurich, Suisse     |                                    |
| 5 | 14 novembre 1987 | Suède            | 2-1   | QCE 1988    | Naples, Italie     | Remplacé (sort à la 26e minute)    |
| 6 | 5 décembre 1987  | Portugal         | 3-0   | QCE 1988    | Milan, Italie      |                                    |
| 7 | 20 février 1988  | Union soviétique | 4-1   | Amical      | Bari, Italie       |                                    |
| 8 | 31 mars 1988     | Yougoslavie      | 1-1   | Amical      | Split, Yougoslavie | Remplacé (sort à la 53e minute)    |